# ドロテア・フォン・アンハルト＝ツェルプスト
ドロテア・フォン・アンハルト＝ツェルプスト（ドイツ語：Dorothea von Anhalt-Zerbst, 1607年9月25日 - 1634年9月26日）は、ブラウンシュヴァイク＝ヴォルフェンビュッテル公アウグスト2世の妃。

## 生涯
ドロテアはアンハルト＝ツェルプスト侯ルドルフと、ブラウンシュヴァイク＝ヴォルフェンビュッテル公ハインリヒ・ユリウスの娘ドロテア・ヘートヴィヒの間の娘である。
1623年10月26日にツェルプストにおいてブラウンシュヴァイク＝ヴォルフェンビュッテル公アウグスト2世と結婚した。この結婚はアウグスト2世にとって2度目の結婚であり、最初の結婚では子供が得られなかった。ドロテアの息子たちは新ブラウンシュヴァイク家の祖となり、同家は1873年まで続いた。

## 子女
- ハインリヒ・アウグスト（1625年 - 1627年）
- ルドルフ・アウグスト（1627年 - 1704年）
- ジビッレ・ウルスラ（1629年 - 1671年） - 1663年、ホルシュタイン＝グリュックスブルク公クリスティアンと結婚
- クララ・アウグスタ（1632年 - 1700年） - 1653年、ヴュルテンベルク＝ノイエンシュタット公フリードリヒと結婚
- アントン・ウルリヒ（1633年 - 1714年）